# Пермякова, Яна Олеговна
Яна Олеговна Пермякова (род. 27 ноября 1990) — российская спортсменка, бронзовый призёр чемпионата России по вольной борьбе 2011 года, кандидат в мастера спорта России. Тренировалась под руководством Н. А. Волкова и В. В. Верхушина. Выступала в полулёгкой (до 55 кг) и лёгкой (до 59 кг) весовых категориях.
В 2009 году на чемпионате России стала пятой в категории до 55 кг.
Победительница первенства России среди юниоров 2010 года в категории до 55 кг.
Член сборной команды страны. В 2011 году в составе сборной участвовала в розыгрыше Гран-при «Иван Ярыгин».

## Спортивные результаты
- Чемпионат России по женской борьбе 2009 года — 5;
- Чемпионат России по женской борьбе 2011 года — .